# Arnold (Pennsylvania)
Arnold è un comune degli Stati Uniti d'America, situato nello stato della Pennsylvania, nella contea di Westmoreland.